# 압두라만 와힛
압두라만 앗-다힐 와히드(인도네시아어: Abdurrahman ad-Dakhil Wahid, 1940년 9월 7일 ~ 2009년 12월 30일)는 인도네시아의 종교 지도자이자 1999년부터 2001년까지 인도네시아의 대통령으로 재임한 정치 지도자였다. 많은 인도네시아인 이름처럼, '압두라만 와히드'는 성씨가 포함되어있지 않다. 그 이름 '와히드'는 부칭이다. 별명 구스 두르로도 알려져 있다. 이슬람 단체인 나흐타둘 우라마의 대표이자 국민계몽당(PKB)의 창설자이기도 하다. 수하르토 대통령 집권 시절 수하르토 독재 타도 운동을 했다.
수하르토의 사임 후 1999년 인도네시아 대통령 선거를 통해 간선제로 대통령에 선출되었다. 사실상 최초로 민주적 성격의 선거를 통해 나온 인도네시아 대통령이자 간접선거로 선출된 마지막 대통령. 그러나 집권 후 수하르토부터 이어진 동아시아 경제 위기를 극복하지 못하였으며, 동티모르 독립 문제에서 갈팡질팡하다 부패 문제에까지 연루되어 결국 2001년 탄핵으로 물러나 메가와티 수카르노푸트리 부통령에게 자리를 물려주었다.
2009년 12월 30일, 지병으로 사망하였다. 수실로 밤방 유도요노 대통령의 주관 아래 국장이 치러졌다. 비록 말년은 불명예스러웠지만, 지지층에겐 민주적 성격의 선거로 뽑힌 최초의 인도네시아 대통령으로 존경받기도 한다. 다만 이쪽은 직선제가 아닌 간선제로 뽑힌 케이스고, 인도네시아 최초의 직선제 문민 정부는 2014년 조코 위도도 대통령이 취임하면서 들어선다.

## 역대 선거 결과
| 선거명      | 직책명              | 대수 | 정당       | 득표율 | 득표수 | 결과 | 당락 |
| ----------- | ------------------- | ---- | ---------- | ------ | ------ | ---- | ---- |
| 1999년 선거 | 인도네시아의 대통령 | 4대  | 국민계몽당 | 54.37% | 373표  | 1위  |      |